# Даршан

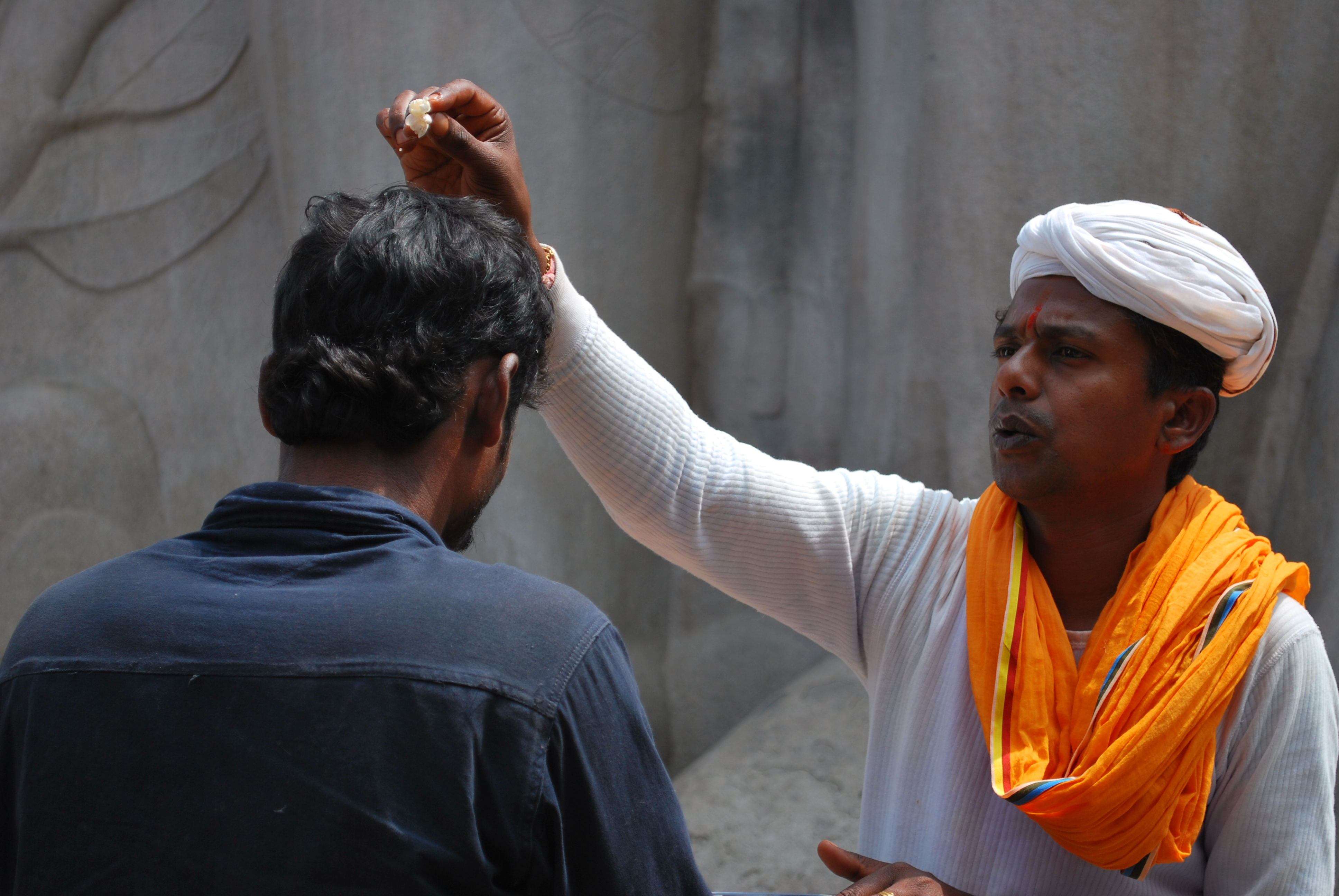

Да́ршан, да́ршана (санскр. दर्शन, darśana IAST, «споглядання») — термін в індуїстській філософії, що означає споглядання, бачення Бога (або його прояви), об'єкта релігійного поклоніння (наприклад, мурті), ґуру або святого. Вважається, що можна «отримати даршан» божества в храмі або від великого святого.
«Даршан» має кілька значень в санскриті. Духовне значення цього слова — «побачити реальність», «отримати внутрішнє осяяння», «прозріти». На мирському рівні слово даршан означає «бачити (фізично)» вчителя. В індуїзмі при отриманні даршана особливе значення зазвичай надається дотикам (паранама) шанувальника до об'єкта поклоніння (святого або мурті) в храмах. Також даршан можна розцінювати як упаю (винахідливий подарунок, виверт) від святого, необхідний, щоб вивести людину з кругообігу самсари, тобто допомогти йому досягти мокші. Отримання даршана святого, мурті або ґуру є основною метою індуїста, який відвідує храм або вчиняє паломництво.
У західній філософії в значенні релігійного поклоніння термін «даршана» може перекладається як «ієрофанія».